# Jugoslávská liga ledního hokeje 1985/1986
Sezóna 1985/1986 byla 44. sezónou Jugoslávské ligy ledního hokeje. Vítězem se stal tým HK Partizan.

## Základní část
| Poř. | Tým                       | Zápasy | Skóre  | Body |
| ---- | ------------------------- | ------ | ------ | ---- |
| 1    | HK Partizan               | 12     | 59:45  | 20   |
| 2    | HK Jesenice               | 12     | 55:37  | 18   |
| 3    | Kompas Olimpija           | 12     | 31:41  | 12   |
| 4    | HK Crvena Zvezda Bělehrad | 12     | 32:55  | 8    |
| 5    | HK Kranjska Gora          | 12     | 99:40  | 20   |
| 6    | KHL Medveščak             | 12     | 74:49  | 16   |
| 7    | HK Bosna                  | 12     | 63:50  | 16   |
| 8    | HK Cinkarna Celje         | 12     | 68:43  | 16   |
| 9    | HK Vojvodina Novi Sad     | 12     | 67:76  | 12   |
| 10   | HK Avtoprevoz Maribor     | 12     | 17:130 | 1    |

## Play-off

### Finále
Hrálo se na tři vítězné zápasy v rámci systému 1-1-1-1-1, * - po penaltovém rozstřelu.
|  | HK Partizan | 4 – 2 | HK Jesenice | Ledena dvorana Pionir, Bělehrad |
|  | HK Partizan |       | HK Jesenice |                                 |

| Souhrn zápasu | Souhrn zápasu | Souhrn zápasu | Souhrn zápasu | Souhrn zápasu |
| ------------- | ------------- | ------------- | ------------- | ------------- |
|               |               |               |               |               |

|  | HK Jesenice | 3 – 6 | HK Partizan | Dvorana Podmežakla, Jesenice |
|  | HK Jesenice |       | HK Partizan |                              |

| Souhrn zápasu | Souhrn zápasu | Souhrn zápasu | Souhrn zápasu | Souhrn zápasu |
| ------------- | ------------- | ------------- | ------------- | ------------- |
|               |               |               |               |               |

|  | HK Partizan | 2 – 3 | HK Jesenice | Ledena dvorana Pionir, Bělehrad |
|  | HK Partizan |       | HK Jesenice |                                 |

| Souhrn zápasu | Souhrn zápasu | Souhrn zápasu | Souhrn zápasu | Souhrn zápasu |
| ------------- | ------------- | ------------- | ------------- | ------------- |
|               |               |               |               |               |

|  | HK Jesenice | 2 – 3* | HK Partizan | Dvorana Podmežakla, Jesenice |
|  | HK Jesenice |        | HK Partizan |                              |

| Souhrn zápasu | Souhrn zápasu | Souhrn zápasu | Souhrn zápasu | Souhrn zápasu |
| ------------- | ------------- | ------------- | ------------- | ------------- |
|               |               |               |               |               |

### O 3. místo
Hrálo se na dva vítězné zápasy v rámci systému 1-1-1.
|  | Kompas Olimpija | 4 – 3 | HK Crvena Zvezda Bělehrad | Hala Tivoli, Ljubljana |
|  | Kompas Olimpija |       | HK Crvena Zvezda Bělehrad |                        |

| Souhrn zápasu | Souhrn zápasu | Souhrn zápasu | Souhrn zápasu | Souhrn zápasu |
| ------------- | ------------- | ------------- | ------------- | ------------- |
|               |               |               |               |               |

|  | HK Crvena Zvezda Bělehrad | 3 – 6 | Kompas Olimpija | Ledena dvorana Pionir, Bělehrad |
|  | HK Crvena Zvezda Bělehrad |       | Kompas Olimpija |                                 |

| Souhrn zápasu | Souhrn zápasu | Souhrn zápasu | Souhrn zápasu | Souhrn zápasu |
| ------------- | ------------- | ------------- | ------------- | ------------- |
|               |               |               |               |               |

## Konečné pořadí
1. HK Partizan
2. HK Jesenice
3. Kompas Olimpija
4. HK Crvena Zvezda Bělehrad
5. HK Kranjska Gora
6. KHL Medveščak
7. HK Bosna
8. HK Cinkarna Celje
9. HK Vojvodina Novi Sad
10. HK Avtoprevoz Maribor